# Гленкросс, Брайан
Брайан Алан Гленкросс (англ. Brian Alan Glencross, 1 мая 1941, Наррогин, Австралия — 30 декабря 2022) — австралийский хоккеист (хоккей на траве), защитник, тренер. Серебряный призёр летних Олимпийских игр 1968 года, бронзовый призёр летних Олимпийских игр 1964 года.

## Биография
Брайан Гленкросс родился 1 мая 1941 года в австралийском городе Наррогин.
Играл в хоккей на траве за ИМКА Западной Австралии.
В 1964 году вошёл в состав сборной Австралии по хоккею на траве на Олимпийских играх в Токио и завоевал бронзовую медаль. Играл на позиции защитника, провёл 3 матча, мячей не забивал.
В 1968 году вошёл в состав сборной Австралии по хоккею на траве на Олимпийских играх в Мехико и завоевал серебряную медаль. Играл на позиции защитника, провёл 10 матчей, забил 7 мячей (по два в ворота сборных Индии, Пакистана и Кении, один — Малайзии).
Признан лучшим спортсменом 1968 года по версии спортивных федераций Западной Австралии.
В 1972 году вошёл в состав сборной Австралии по хоккею на траве на Олимпийских играх в Мюнхене, занявшей 5-е место. Играл на позиции защитника, провёл 9 матчей, забил 3 мяча (по одному в ворота сборных Польши, Нидерландов и Великобритании).
В 1964—1974 годах провёл за сборную Австралии 93 матча. В 1968—1973 годах был капитаном команды.
По окончании игровой карьеры стал тренером. В 1980—1992 годах тренировал женскую сборную Австралии по хоккею на траве. С ней он трижды участвовал в летних Олимпийских играх: в 1988 году в Сеуле подопечные Гленкросса завоевали золотую медаль, в 1984 году в Лос-Анджелесе заняли 4-е место, в 1992 году в Барселоне — 5-е место.
Кроме того, австралийки под его руководством в 1989 и 1991 годах выиграли Трофей чемпионов, а в 1987 году завоевали серебряную медаль. В 1990 году Гленкросс привёл сборную к серебряной награде на чемпионате мира в Сиднее, в 1983 году — к бронзовой награде на чемпионате мира в Куала-Лумпуре.
В 1984—1995 годах был главным тренером женской команды Австралийского спортивного института.
Награждён медалью ордена Австралии (1991), Австралийской спортивной медалью (2000), медалью Столетия (2001).
Скончался 30 декабря 2022 года.

## Увековечение
В 1991 году введён в Зал спортивной славы Австралии.
В 1996 году введён в Зал чемпионов Западной Австралии.
В 2008 году введён в Зал славы австралийского хоккея на траве.